# Команда Западне Босне ЈВуО
Команда Западне Босне (Горски штаб бр. 300) је била оперативна формација Југословенске војске у Отаџбини, која је имала команду над Босанско-крајишким, Средњобосанским, Другим средњобосанским, Мајевичким, Озренским и Требавским корпусом.

## Састав
На челу Команде Западне Босне се налазио мајор Славољуб Врањешевић. Члан штаба био је капетан Манојло Пејић. Шеф пропаганде био је Бранислав Лазичић.
Начелник штаба Команде је био пешадијски капетан Сергије Живановић, командант Летеће бригаде Средњобосанског корпуса и потоњи командант Другог средњобосанског корпуса.
Капетан Боривоје Митрановић је био делегат Врховне команде при штабу.
Бројно стање јединица Команде Западне Босне (Босанско-крајишки, 1. средњобосански и 2. средњобосански корпус) крајем децембра 1944: најмање 7.500 људи под оружјем